# Wichtelhöhlen (Euerdorf)

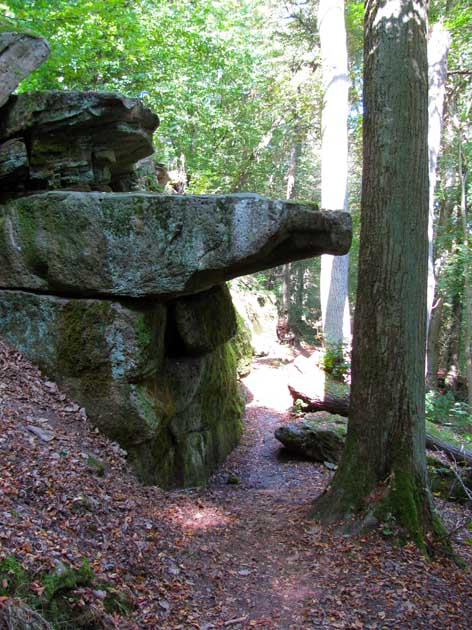
Kanzel der Wichtelhöhlen

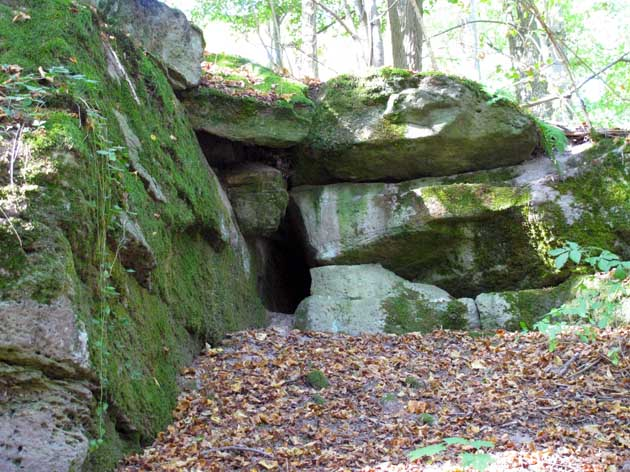
Teil der Wichtelhöhlen

Die Wichtelhöhlen zwischen Euerdorf und Bad Kissingen im bayerischen Landkreis Bad Kissingen sind etwa 20 unterschiedlich große bankige Buntsandstein-Felsformationen mit Kleinsthöhlen im Tal der Fränkischen Saale.

## Geographie

### Lage
Die Wichtelhöhlen liegen im Südosten des Naturparks Bayerische Rhön, ungefähr 3,5 km nordöstlich von Euerdorf nahe der Grenze zu Bad Kissingen. In der Euerdorfer Gemarkung Batzenleite befinden sie sich westlich oberhalb der im Tal der Fränkischen Saale verlaufenden Bundesstraße 287 und südöstlich unterhalb der den Heiligenhof passierenden Straßen- und Waldwegachse Alte Kissinger Straße–Alte Euerdorfer Straße im Bereich eines westlichen Prallhangs des Flusses – auf geschätzt etwa 250 m ü. NHN. Am jenseitigen Flussufer, liegt rund 3 km (jeweils Luftlinie) südsüdwestlich des Zentrums von Bad Kissingen unterhalb der Eiringsburg (Eyringsburg) ein Golfplatz.

### Naturräumliche Zuordnung
Die Wichtelhöhlen liegen in der naturräumlichen Haupteinheitengruppe Odenwald, Spessart und Südrhön (Nr. 14), in der Haupteinheit Südrhön (140) und in der Untereinheit Östliche Südrhön (140.2) im äußeren Süden des Naturraums Schönauer Hochfläche (140.20).

## Geschichte
Die Wichtelhöhlen bestehen aus Gesteinen des in Unterfranken häufig anstehenden Buntsandsteins. Sie sind durch Auswaschungen der Fränkischen Saale entstanden. Die eigentlichen „Höhlen“ sind ausgeprägte Spalten und Hohlräume zwischen den abgebrochenen Sandsteinplatten. (detaillierte Informationen vgl. Weblinks)

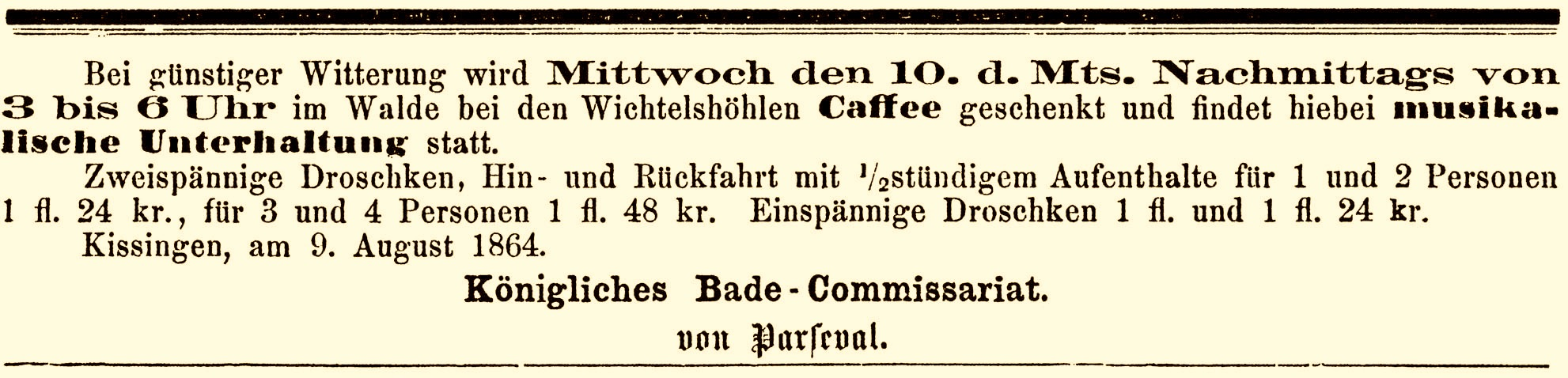
Anzeige von 1864 belegt die frühe touristische Beliebtheit

Beim Staatsarchiv in Würzburg lagert ein Aktenbestand aus dem Jahre 1911, bei dem es um die Neuanlage eines Promenadenweges geht. Umgesetzt wurde das Projekt durch das damalige Badekommissariat Bad Kissingen (modern: Kurverwaltung). Die Arbeiten waren für das Frühjahr 1912 projektiert. Es sollten die Wichtelhöhlen mit dem Ortsteil Garitz verbunden werden. Verantwortlich für die geplante Baumaßnahme war der königliche Kurgarteninspektor Singer. Dieser Akt kann als Beleg für die frühe touristische Nutzung gelten.
Seit dem ersten Wochenende im November 2012 sind die Wichtelhöhlen für die Öffentlichkeit gesperrt, nachdem Teile einer größeren Felsformation abgebrochen waren. Die Aufräumarbeiten sind noch nicht abgeschlossen. Aufgrund der Felsabbrüche wurden die unmittelbar an den Wichtelhöhlen vorbeiführenden Wanderwege und geologischen Erlebnispfade „Weg durch die Zeit“ (7,5 km lang) von Bad Kissingen nach Euerdorf und „Panoramaweg Wein und Stein“ (12 km) von Euerdorf nach Bad Kissingen im betroffenen Streckenabschnitt umgeleitet. Gemäß Einschätzung des Bayerischen Landesamtes für Umwelt vom Oktober 2013 werden auch die an der Bergseite anstehenden Felsen mit fortschreitender Erosion einmal die Batzenleite hinab ins Tal der fränkischen Saale wandern. Erste Anzeichen für dieses Loslösen aus dem Gesteinsverband sind weitständige Klüfte und kleine Hohlräume. Zusätzlich gibt es Vermutungen, dass starker Regen am Wochenende vor dem Bruch der Steinfragmente diesen mit verursacht hat.
Eigentümer der Wichtelhöhlen sind die „Bayerische Staatsforsten“, zuständig ist der Forstbetrieb Bad Brückenau.

## Schutzgebiete und Fauna
Die Wichtelhöhlen sind ein geschützter Landschaftsbestandteil und liegen im Landschaftsschutzgebiet Bayerische Rhön (CDDA-Nr. 396113; 959,8 km² groß).
Gerade im Winter bieten die kleinen Spalten und Höhlen einen Rückzugsraum für Tiere, die Winterschlaf oder Winterruhe halten. Diese außergewöhnlichen Umstände führen zu einer besonderen Kontrolle der lokalen Naturschutzbehörden.
Das Bayerische Landesamt für Umwelt hat diese Schutzmaßnahmen durch die am 21. März 2013 erfolgte geowissenschaftliche Bewertung „wertvoll“ und Ausweisung als Geotop erweitert.

## Kunst und Literatur
Im Jahre 1873 dichtete der Mellrichstädter Johann Nepomuk Müller:
Die Wichtelen, die Wichtelen

Sie wohnen tief im Berge,

Sind winzig nette Dingerchen,

Kaum größer als die Fingerchen,

Viel kleiner als die Zwerge.
Die Wichtelen, die Wichtelen

Sie kommen in die Mühle,

Ein jedes trägt ein Ährelein,

in jedem sind zehn Körnelein –

Die legt es auf die Diele.
Im Saalegrund bei Kissingen

Heißt man's die Patzeleiten,

Dort hausen noch die Wichtelen

Du kannst die kleinen Dingerchen

Wohl sehn bei Vollmondzeiten.
In zwei Reiseführern von 1891 (Leo Woerl) und 1912 werden zwei Gnom-Statuen des Bad Kissinger Bildhauers Michael Arnold erwähnt (bei Woerl allerdings ohne Nennung von Michael Arnold als Schöpfer der Gnome). Diese sind heute allerdings, wahrscheinlich auf Grund von Diebstahl, verschollen.
Der Maler und Aquarellist Emil Waldmann widmete anlässlich einer Ausstellung in Bad Bocklet im Jahr 2009 einen Zyklus von drei Aquarellen dem Thema ‚Wichtelhöhlen‘. Im Jahr 2010 veröffentlichte die Stadtverwaltung Bad Kissingen erstmals einen Faltflyer als Information zum Geotop.

## Sagen und Legenden

### Wichtelkonvente an der Kanzel
Die Wichtel würden regelmäßige Konvente an der Kanzel abhalten. Der Anführer benutzt diese dabei als Plattform für seine Reden. Es wären dabei immer viele Laute und Geräusche im Wald zu hören.

### Die Wichtelmänner in der Lindesmühle helfen dem Müller
Die Wichtelmänner halfen einst dem Müller der nahegelegenen Lindesmühle (in abweichenden Erzählungen einem Bauern). Nachdem er die Wichteln beleidigt hatte, verschwanden diese und der Müller (Bauer) geriet in Not.

### Fluchttunnel von der Botenlauben
Von der Burgruine Botenlauben ausgehend soll es einen Fluchttunnel gegeben haben. Dieser endete angeblich bei den Wichtelhöhlen. Alleine die dazwischen liegende Fränkische Saale lässt diese Geschichte bautechnisch als unwahrscheinlich erscheinen.